# イリア・メリア
イリア・メリア神父(グルジア語: ილია მელია, ラテン文字転写: Ilia Melia、1915年2月20日 - 1988年)は、グルジアの正教会の司祭であり、教会史家。"Élie Mélia"とも転写される。
クタイシに生まれる。ソ連から逃れてパリに落ち着き、そこでグルジア移民社会と親密な関係となり、のち司祭となった。グルジア人のためのパリの聖ニノ管区を編成し、ロシア人学生によるキリスト教運動に参加、教会史と神学を聖セルギイ神学院で教えた。第二次世界大戦後は、ノルマンディーのColombelleにあるサロフの聖セラフィム教会で奉職した。
彼による正教会・グルジア正教会についての幾つかの著書・共著が遺されている。